# Ukrajinska kuhinja
Ukrajinska kuhinja je skupek različnih kuharskih tradicij prebivalcev Ukrajine, ene največjih in najbolj naseljenih evropskih držav. Nanjo močno vpliva bogati černozjom, iz katerega izvirajo njene sestavine, in pogosto vključuje veliko število sestavin. Tradicionalne ukrajinske jedi pogosto doživljajo zapleten proces toplotne obdelave – sprva so ocvrte ali kuhane, nato pa dušene ali pečene. To je ena najznačilnejših lastnosti ukrajinske kuhinje.      
Nacionalna jed Ukrajine je boršč, dobro znana pesina juha, katere obstaja veliko vrst. Prav tako priljubljeni in pogost obrok v tradicionalnih ukrajinskih restavracijah so vareniki (kuhani cmoki, podobni pirogom) in različica sarme, znana kot golubci. Te jedi kažejo na regionalne podobnosti znotraj vzhodnoevropske kuhinje. 
V kuhinji je poudarjen zlasti pomen pšenice in žita na splošno, saj se država pogosto imenuje »žitnica Evrope«. Večina ukrajinskih jedi izvira iz starodavnih kmečkih jedi, ki temeljijo na bogatih virih žita, kot je rž, pa tudi iz osnovne zelenjave, kot so krompir, zelje, gobe in pesa. Ukrajinske jedi vključujejo tako tradicionalne slovanske tehnike kot tudi druge evropske tehnike, ki so stranski produkt dolgoletne tuje nadoblasti in vpliva. Ker je že več stoletij obstajala pomembna ukrajinska diaspora (na primer več kot milijon Kanadčanov je ukrajinskega porekla), je kulinarika zastopana v evropskih državah in drugih daljnih državah, zlasti v Argentini, Braziliji in ZDA.

## Galerija
- Ukrajinski boršč s kislo smetano
- Holodec
- Tradicionalna ukrajinska paska
- Vareniki, polnjeni z mesom, postreženi s ocvrto čebulo in kislo smetano
- Kručeniki, postreženi s kašo in gobovo omako
- Deruni v tradicionalni lončeni posodi.
- Kotleta po-kijivski (piščanec na kijevski način)
- Kutja
- Sirniki z rozinami
- Medica
- Rjažanka